# 일퍼드 포토
일퍼드 포토(영어: Ilford Photo)는 영국의 사진 용품 제조 업체 및 해당 브랜드이다.

## 같이 보기
- 사진 필름
- 암실